# زاشييك
زاشييك (بالروسية: Зашеек) هي مدينة في مقاطعة مورمانسك أوبلاست في روسيا, تقع على ارتفاع 142 متر عن سطح البحر
يبلغ عدد سكانها حوالي 901 نسمة حسب تعداد عام 2010